# RideLondon-Surrey Classic 2019
La 8.ª edición de la clásica ciclista RideLondon-Surrey Classic (nombre oficial: Prudential RideLondon-Surrey Classic ) fue una carrera en el Reino Unido que se celebró el 4 de agosto de 2019 con inicio y final en la ciudad de Londres sobre un recorrido de 169 kilómetros.
La carrera formó parte del UCI WorldTour 2019, siendo la trigésima competición del calendario de máxima categoría mundial. El vencedor fue el italiano Elia Viviani del Deceuninck-Quick Step seguido del irlandés Sam Bennett del Bora-Hansgrohe y el danés Michael Mørkøv, también del Deceuninck-Quick Step.

## Recorrido
La competencia recorre la ciudad de Londres, empezando desde el parque real Bushy Park, continúa por el corazón de Kingston upon Thames para cruzar después el río Támesis en el puente Putney Bridge y continúa recorriendo todo el borde del río Támesis y terminando en The Mall (la avenida que lleva al Palacio de Buckingham).

## Equipos participantes
Tomaron parte en la carrera 20 equipos: 16 de categoría UCI WorldTeam; 3 de categoría Profesional Continental y la selección nacional del Reino Unido. Formando así un pelotón de 136 ciclistas de los que acabaron 123. Los equipos participantes fueron:
| WorldTeams (16)- AG2R La Mondiale - Bahrain-Merida - Bora-hansgrohe - CCC Team - Deceuninck-Quick Step - Groupama-FDJ - Lotto Soudal - Mitchelton-Scott - Dimension Data - EF Education First - Ineos - Team Jumbo-Visma - Katusha-Alpecin - Team Sunweb - Trek-Segafredo - UAE Team Emirates Equipos continentales profesionales (3)- Delko-Marseille Provence - Israel Cycling Academy - Total Direct Énergie Equipo nacional- Gran Bretaña |
| |

## Clasificaciones finales
- Las clasificaciones finalizaron de la siguiente forma:[3]

### Clasificación general
| \| Clasificación general \| Clasificación general \| Clasificación general \| Clasificación general \| Clasificación general \| \| Ciclista \| Ciclista \| Equipo \| Tiempo \| \| \| --------------------- \| --------------------- \| --------------------- \| --------------------- \| --------------------- \| \| 1.º \| Elia Viviani \| Deceuninck-Quick Step \| 3 h 46 min 15 s \| \| \| 2.º \| Sam Bennett \| Bora-Hansgrohe \| + 0 s \| \| \| 3.º \| Michael Mørkøv \| Deceuninck-Quick Step \| + 0 s \| \| \| 4.º \| Jasper Stuyven \| Trek-Segafredo \| + 0 s \| \| \| 5.º \| Amund Grøndahl Jansen \| Team Jumbo-Visma \| + 0 s \| \| \| 6.º \| Giacomo Nizzolo \| Dimension Data \| + 0 s \| \| \| 7.º \| Alexander Kristoff \| UAE Team Emirates \| + 0 s \| \| \| 8.º \| Oliver Naesen \| AG2R La Mondiale \| + 0 s \| \| \| 9.º \| Jasper De Buyst \| Lotto-Soudal \| + 0 s \| \| \| 10.º \| Ethan Hayter \| Gran Bretaña \| + 0 s \| \| |                       |                       |                 |
| |                       |                       |                 |
| Fuente: ProCyclingStats |                       |                       |                 |
| Clasificación general |                       |                       |                 |
| Ciclista | Ciclista              | Equipo                | Tiempo          |
| 1.º | Elia Viviani          | Deceuninck-Quick Step | 3 h 46 min 15 s |
| 2.º | Sam Bennett           | Bora-Hansgrohe        | + 0 s           |
| 3.º | Michael Mørkøv        | Deceuninck-Quick Step | + 0 s           |
| 4.º | Jasper Stuyven        | Trek-Segafredo        | + 0 s           |
| 5.º | Amund Grøndahl Jansen | Team Jumbo-Visma      | + 0 s           |
| 6.º | Giacomo Nizzolo       | Dimension Data        | + 0 s           |
| 7.º | Alexander Kristoff    | UAE Team Emirates     | + 0 s           |
| 8.º | Oliver Naesen         | AG2R La Mondiale      | + 0 s           |
| 9.º | Jasper De Buyst       | Lotto-Soudal          | + 0 s           |
| 10.º | Ethan Hayter          | Gran Bretaña          | + 0 s           |

## UCI World Ranking
La RideLondon-Surrey Classic otorgó puntos para el UCI World Ranking para corredores de los equipos en las categorías UCI WorldTeam, Profesional Continental y Equipos Continentales. Las siguientes tablas son el baremo de puntuación y los 10 corredores que obtuvieron más puntos:
| Posición   | 1.º | 2.º | 3.º | 4.º | 5.º | 6.º | 7.º | 8.º | 9.º | 10.º | 11.º | 12.º | 13.º | 14.º | 15.º-20.º | 21.º-30.º | 31.º-50.º | 51.º-55.º | 56.º-60.º |
| Puntuación | 300 | 250 | 215 | 175 | 120 | 115 | 95  | 75  | 60  | 50   | 40   | 35   | 30   | 25   | 20        | 12        | 5         | 2         | 1         |

| Clasificación |                       |                          |        |
| Ciclista      | Ciclista              | Equipo                   | Puntos |
| ------------- | --------------------- | ------------------------ | ------ |
| 1.º           | Elia Viviani          | Deceuninck-Quick Step    | 300    |
| 2.º           | Sam Bennett           | Bora-Hansgrohe           | 250    |
| 3.º           | Michael Mørkøv        | Deceuninck-Quick Step    | 215    |
| 4.º           | Jasper Stuyven        | Trek-Segafredo           | 175    |
| 5.º           | Amund Grøndahl Jansen | Jumbo-Visma              | 120    |
| 6.º           | Giacomo Nizzolo       | Dimension Data           | 115    |
| 7.º           | Alexander Kristoff    | UAE Emirates             | 95     |
| 8.º           | Oliver Naesen         | AG2R La Mondiale         | 75     |
| 9.º           | Jasper De Buyst       | Lotto Soudal             | 60     |
| 10.º          | Ethan Hayter          | Selección de Reino Unido | 50     |